# Wolfgang Langewiesche
Wolfgang Langewiesche (ur. 1907, zm. 2002) – pilot, pisarz i dziennikarz, jeden z najbardziej cytowanych autorów związanych z lotnictwem. Jego książka, Stick and Rudder (1944), jest wciąż wznawiana i uważana za klasykę w dziedzinie pilotażu statków powietrznych będących stałopłatami.
Urodził się w Düsseldorfie w Niemczech w 1907 roku, a w 1929 opuścił Niemcy z przyczyn politycznych, przenosząc się do Stanów Zjednoczonych. Był absolwentem London School of Economics, a tytuł magistra uzyskał na Uniwersytecie Columbia. W trakcie studiów doktoranckich na uniwersytecie w Chicago postanowił nauczyć się pilotażu i zająć się lotnictwem.
Langewiesche pisał dla magazynu poświęconego bezpieczeństwu lotniczemu Air Facts, wydawanego przez Leightona Collinsa. Zamieszczone tam artykuły stały się podstawą książki Stick and Rudder. Podstawowe zasady pilotażu, nakreślone przez Langewiesche w 1944 roku, pozostają nadal aktualne; podobnie jak przyczyny wypadków lotniczych. Książkę wydano w ponad 250 000 egzemplarzach oraz przetłumaczono na japoński.
Podczas II wojny światowej Langewiesche wykładał teorię lotu amerykańskim kadetom lotnictwa wojskowego na kursie teoretycznym w Hawthorne School of Aeronautics w Orangeburg SC, a także był pilotem doświadczalnym myśliwca F4U Corsair koncernu Vought. Później pracował dla Cessny jako pilot doświadczalny. W latach 1949–1956 był głównym autorem piszącym dla projektu Climate Control w czasopiśmie House Beautiful, mającym na celu edukację architektów w zakresie ogrzewania i chłodzenia. W latach 1948–1975 publikował w magazynie Harper’s, drugim najstarszym czasopiśmie w Stanach Zjednoczonych. W latach pięćdziesiątych został redaktorem naczelnym Reader’s Digest, zaś w 1986 roku przeszedł na emeryturę. Znał grekę, łacinę i inne języki.
Jego syn, William Langewiesche, jest także znanym autorem, dziennikarzem i pilotem oraz laureatem wielu nagród, współpracującym z czasopismami Atlantic Monthly i Vanity Fair.

## Książki
- I’ll take the high road, Harcourt, Brace & Company, 1939
- Stick and Rudder. An Explanation of the Art of Flying, McGraw-Hill, Nowy Jork, 1944 & 1972, ISBN 0-07-036240-8, MHID 0-07-036240-8
- A flier’s world, McGraw-Hill, 1951